# 孝惠贺皇后
孝惠皇后賀氏（929年—958年1月25日），開封人，宋太祖的结发妻子。右千牛卫率府率贺景思长女。
後晉開運初年（944年），趙弘殷（宋太祖父）為太祖迎聘賀氏。後周顯德三年（956年），太祖任官定國軍節度使，賀氏封為會稽郡夫人。賀氏生魏國公主、魯國公主、魏王趙德昭。後周顯德五年(958年)，賀氏逝世，年三十。太祖登基後，在建隆三年（962年）四月，追封賀氏為皇后。乾德二年（964年）三月，上諡孝惠皇后。四月，葬安陵西北，神主享於別廟。宋神宗時，與太祖繼后孝章皇后、太宗元配淑德皇后、真宗元配章懷皇后並祔太廟。
哥哥為賀懷浦，兄子為將軍賀令圖。

## 早年生涯
贺皇后（929——958）开封人氏，贺景思长女。赵匡胤随父自洛阳迁至开封，居护圣营，与其青梅竹马一起长大。后晋开运初年（944年），赵弘殷为其聘年仅16岁的贺氏为妻。二人夫妻情深，赵匡胤更是一改往日逢场作戏、遇博争雄、醉酒好斗的纨絝本性， 独喜观书,虽在军中,手不释卷。闻人间有奇书,不吝千金购之。其后从军更是脱颖而出，一路青云直上，开启大宋三百年盛世繁华。贺氏亦妻凭夫贵，被封会稽郡夫人。然贺氏体弱，一直子嗣不兴，长子德秀夭折之后，很多年才有了德昭，身为嫡长女的昭庆比德昭更小，纵使这般，其子女仍独贺氏所出。自古情深不寿，贺氏终是没能与他白头到老，於显德五年正月三日，寝疾薨。赵匡胤登基后，结发情深，追册其为皇后，并迁葬安陵西北。开宝九年，二月庚辰，上谒安陵，奠献号恸，左右皆泣。既而登阙台，西北向发鸣镝，指其所曰：「我后当葬此。」可见其一直对早逝的结发妻子念念不忘，繁华落尽，她才是他唯一的归宿。

## 延伸阅读
[在维基数据编辑]
 《宋史·卷242》，出自脱脱《宋史》